# 理查德·霍利·塔克
理查德·霍利·塔克（英語：Richard Hawley Tucker，1859年10月29日—1952年3月31日），美国天文学家。
他出生于缅因州威斯卡西特(Wiscasset)的一个船户和航海家庭。在海上度过其童年，14岁后进入理海大学学习土木工程，但对天文学非常感兴趣。1789年毕业后，成为达德利天文台的一名助理，在那里呆了四年，并在美国国家大地测量局(United States Coast and Geodetic Survey)短期工作过一段时间。
1883年他作为一名数学和天文学教授加入理海大学。一年后得到一个阿根廷国家天文台的职位，主要协助研究南半球星空，在那里工作了九年。然后，在1893年成为利克天文台的员工，主要进行对恒星位置作精确测量的子午圈计划，一直在该天文台工作到1908年。
1908年他曾到阿根廷的圣路易省对南部天空中的恒星位置进行了测量，这些测量结果后被编入到利克天文台星表中，在此次调查中他总共观察了208002颗恒星。
在阿根廷调查结束后，他回到了利克天文台。1914年，娶了该台的一位秘书-露丝·斯坦登(Ruth Standen)。而后继续在利克天文台工作至1926年退休，成为一名名誉退休天文学家。退休后他在加利福尼亚州帕罗奥图(Palo Alto)度过了余生。
在他一生的职业生涯中，共发表过53篇科学论文。身后留下了妻子、两位女儿和一位外孙。

## 奖项和荣誉
- 1922年获理海大学颁发的荣誉科学博士学位。
- 月球上有一座以他的名字命名的塔克环形山。

## 参阅文献
- Sanford, R. F., 1953, 理查德·霍利·塔克, 1859年-1952年 （页面存档备份，存于）, 太平洋天文学会汇刊, Vol. 65, No. 382.